# Il rivale del circo
Il rivale del circo (Rivalen) è un film muto del 1923 diretto da Harry Piel. Il regista ne girò anche un sequel, Der letzte Kampf, che uscì un mese dopo la distribuzione di Rivalen.

## Produzione
Il film fu prodotto dall'Apex Film Company Limited di Berlino.

## Distribuzione
In Germania, il film fu presentato a Berlino il 23 febbraio 1923. Distribuito dalla Nordisk in una versione di 1555 metri, in Italia il film ottenne nel maggio 1923 il visto di censura 18156.